# Jacques Stella
Jacques Stella (Lione, 1596 – Parigi, 29 aprile 1657) è stato un pittore francese.

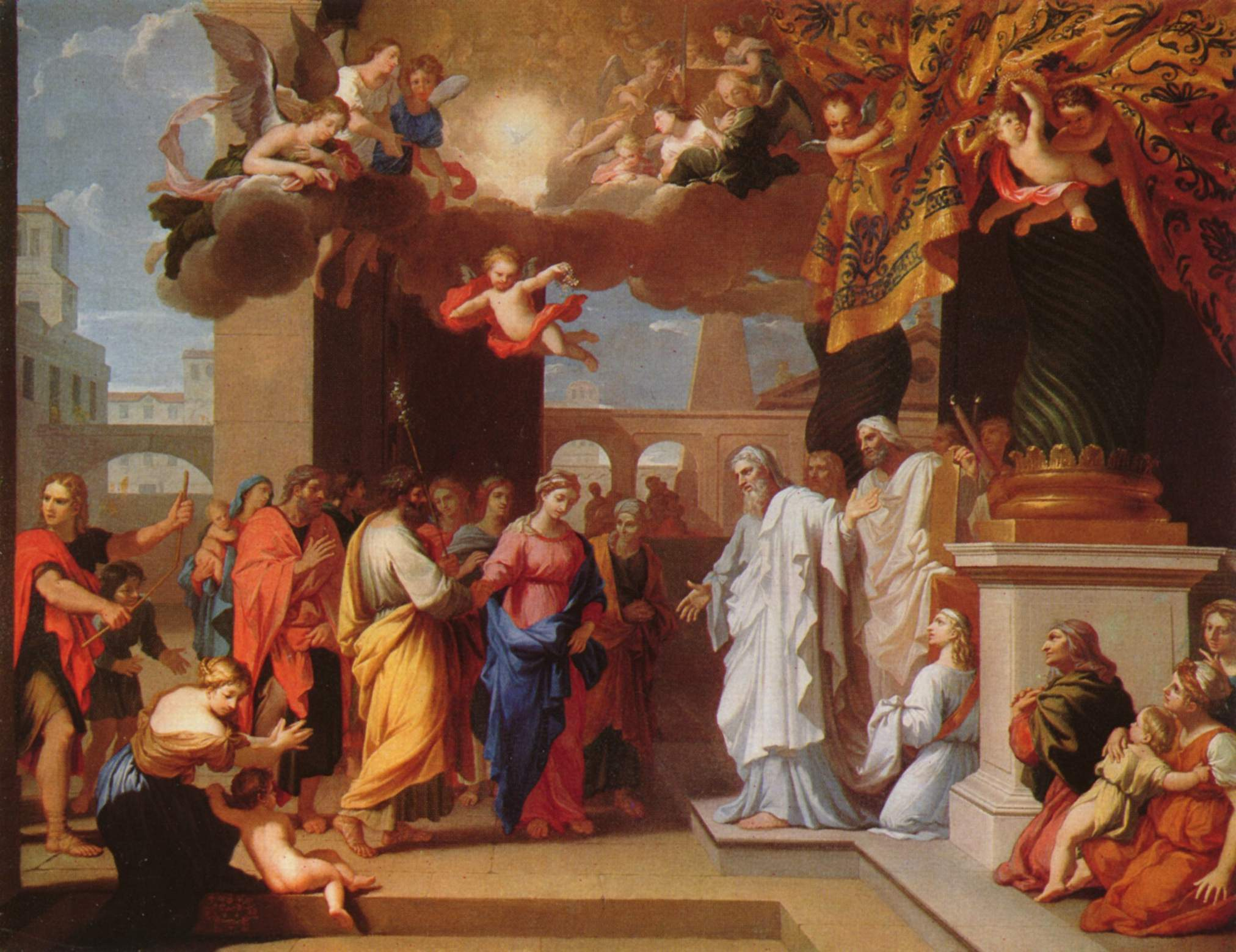
Matrimonio della Vergine Maria, Jacques Stella.

Suo padre era François Stella, pittore e mercante di origine fiamminga, che però morì troppo presto per poter introdurre Jacques alla pittura. Tra i suoi fratelli vi erano anche François (anch'egli pittore), Françoise (abile nella pittura a pastello) e Madeleine (scultrice che diventerà a sua volta madre di artisti).
Jacques Stella studiò a Lione prima di trascorrere il periodo dal 1616 al 1621 presso la corte di Cosimo II de' Medici a Firenze, dove lavorò al fianco di Jacques Callot. L'influenza dell'arte fiorentina è visibile in tutta l'opera di Stella. Alla morte di Cosimo de' Medici Stella si trasferì a Roma dove trascorse il decennio successivo creandosi una certa fama grazie ai suoi dipinti, a piccole incisioni e a piccoli lavori realizzati su pietre dure (onici, lapislazzuli ma anche semplice ardesia).
Lavorando ad opere commissionategli da Papa Urbano VIII Stella rimase influenzato anche dal classicismo e in particolare dal lavoro di Nicolas Poussin, del quale divenne intimo amico.
Nel 1634, tornato a Lione prima di recarsi a Parigi l'anno successivo, Stella venne presentato a Luigi XIII dal Cardinale Richelieu. Il re lo nominò pittore reale (il che significò che da allora in poi sarebbe vissuto al Louvre) e gli garantì un buon vitalizio.
Si occupò spesso del tema dell'infanzia di Cristo; esistono cinque versioni diverse del suo Gesù trovato nel tempio dai genitori. Ottenne molte commissioni e decorò la cappella di San Luigi del Castello di Saint-Germain-en-Laye e il coro della chiesa di Saint-François Xavier des Missions étrangères insieme a Pousset e Simon Vouet. A partire dal 1644 prese parte ai lavori di decorazione del Palazzo del Cardinale Richelieu. Verso la fine della vita si dedicò sempre più al disegno. Oltre ad essere un artista egli stesso, fu anche un grande collezionista d'arte e mise insieme una bella collezione di dipinti di Poussin e Raffaello e disegni di Michelangelo e Leonardo.